# Сефонд
Сефонд (фр. Ceffonds) је насеље и општина у североисточној Француској у региону Шампањ-Арден, у департману Горња Марна која припада префектури Сен Дизје.
По подацима из 2011. године у општини је живело 641 становника, а густина насељености је износила 17,55 становника/km². Општина се простире на површини од 36,52 km². Налази се на средњој надморској висини од 128 метара.

## Демографија
| 1962. | 1968. | 1975. | 1982. | 1990. | 1999. | 2011. |
| ----- | ----- | ----- | ----- | ----- | ----- | ----- |
| 609   | 661   | 618   | 619   | 608   | 586   | 641   |

График промене броја становника у току последњих година